# Vratna
Vratna (Kyrillisch: Вратна) ist ein Dorf in der Opština Negotin im Okrug Bor im Osten Serbiens.

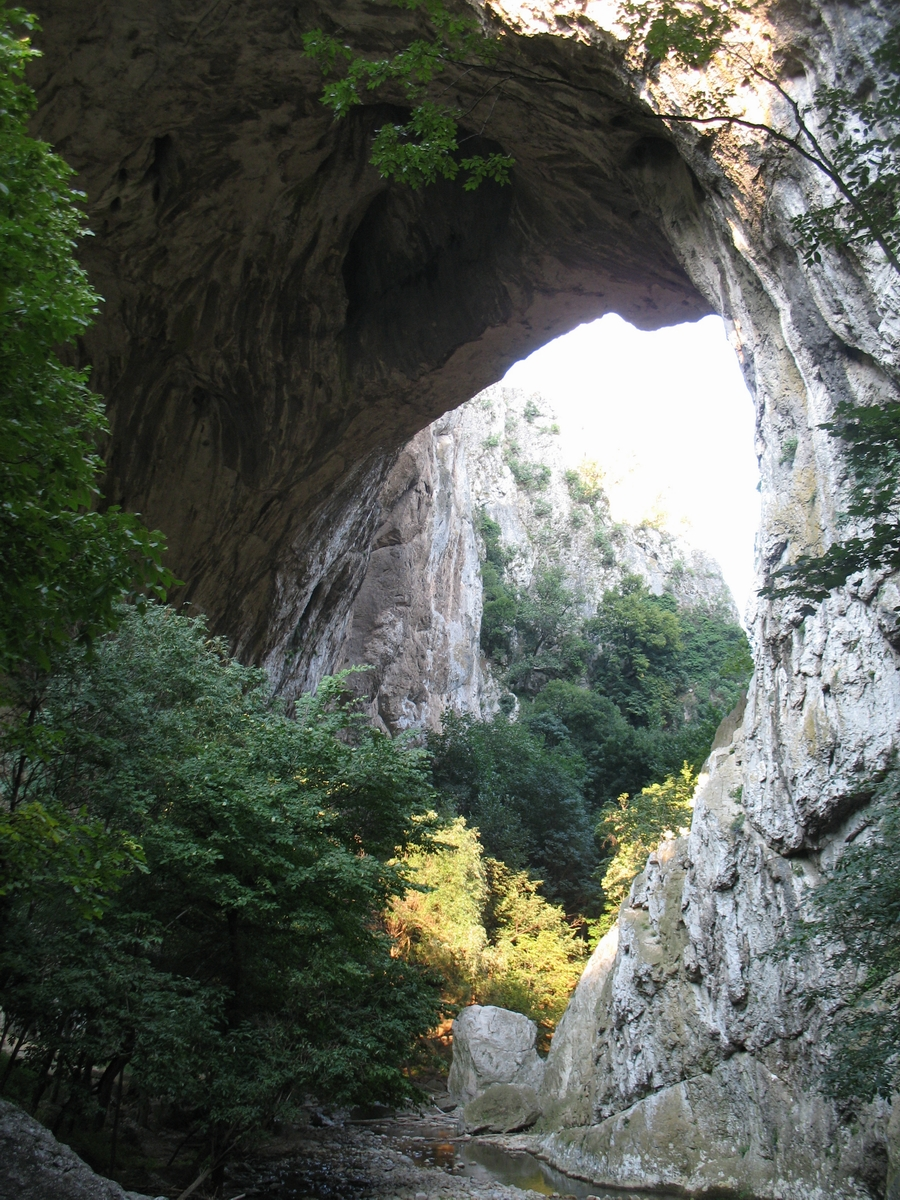
Großes Felsentor

## Geografie
Vratna liegt im Osten Serbiens am Osthang des Höhenzugs Veliki Greben, der zu den südwestlichen Ausläufern der Karpaten gehört. Dort entspringt auch der Fluss Vratna, der durch den Ort fließt und etwa 15 km östlich in die Donau mündet.

## Einwohner
Die Volkszählung 2002 (Eigennennung) ergab, dass 316 Menschen im Dorf leben.
Davon waren:
|            | Anzahl | Prozent |
| Gesamt     | 316    | 100     |
| Serben     | 212    | 67,08   |
| Walachen   | 81     | 25,63   |
| Rumänen    | 4      | 1,26    |
| Moslems    | 1      | 0,31    |
| Mazedonier | 1      | 0,31    |
| Unbekannt  | 17     | 5,37    |

Weitere Volkszählungen:
| 1921 | 1948 | 1953 | 1961 | 1971 | 1981 | 1991 |
| ---- | ---- | ---- | ---- | ---- | ---- | ---- |
| 366  | 567  | 565  | 604  | 558  | 554  | 451  |

## Kloster Vratna
Das orthodoxe Kloster Vratna (Manastir Vratna) befindet sich etwa vierzig Kilometer von Negotin entfernt, in der Nähe des namensgebenden Dorfes Vratna. Das Kloster wurde im 14. Jahrhundert erbaut, und im Jahre 1415 deutlich erweitert. Im Kloster selbst lagert eine Inschrift des Wojwoden Šarban von Bukarest. 1813 wurde es angezündet und fast vollkommen niedergebrannt. 1817 wurde das Bauwerk wiedererbaut. Heute ist das Kloster, welches dem Christi Himmelfahrt gewidmet ist, ein reines Frauenkloster.

## Felsentore
Die drei Felsentore liegen hinter dem Kloster am Vratnabach.